# Léon Boëllmann
Léon Boëllmann, né le 25 septembre 1862 à Ensisheim en Alsace et mort le 11 octobre 1897 à Paris, est un organiste et compositeur français. Il a notamment composé la Suite Gothique pour l'orgue, comprenant les célèbres Prière à Notre-Dame et Toccata.

## Biographie

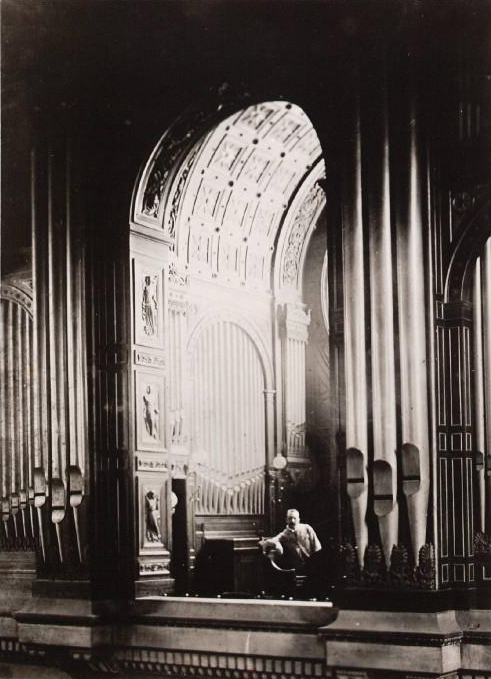
Léon Boëllmann à l’orgue de Saint-Vincent-de-Paul

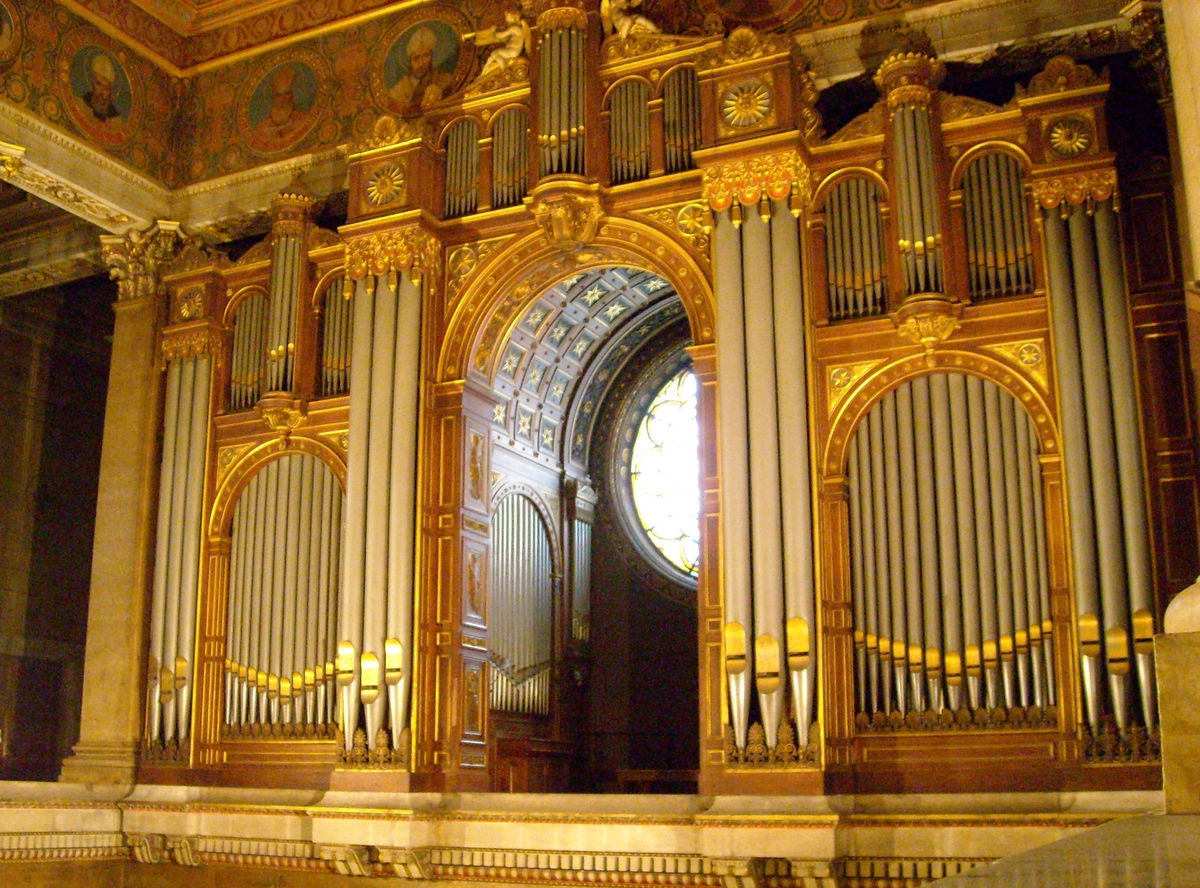
Grandes orgues de l'église Saint Vincent de Paul

Élève de l’École Niedermeyer de Paris en 1875, Il travaille l’harmonie et le piano avec son oncle et père adoptif, Eugène Gigout, célèbre organiste et compositeur d'origine lorraine, l’orgue avec Clément Loret, et la composition auprès de Gustave Lefèvre, tous membres par alliance de la famille Niedermeyer.
Lauréat d'un Premier Prix d’orgue en 1879 et de composition en 1881, il est nommé titulaire de l’orgue de chœur et maître de chapelle de l'Église Saint-Vincent-de-Paul de Paris la même année, puis, en mai 1887, il succède à Alexis-Henri Fissot au grand orgue Cavaillé-Coll de la même église.
En 1890, il devient professeur suppléant à l’École d’orgue, d’improvisation et de plain-chant fondée par son père adoptif, Eugène Gigout, titulaire de l'orgue de l'Église Saint-Augustin de Paris en 1885. L'année suivante naît sa fille Marie-Louise Gigout-Boëllmann, future organiste et professeur.
Grand admirateur de César Franck, il a notamment composé la Suite Gothique op. 25, œuvre pour grand orgue publiée en 1895, comprenant la célèbre Toccata, encore au répertoire de tous les virtuoses.
Il a également composé d’élégantes Variations symphoniques (1892), œuvre concertante pour violoncelle et orchestre à l’écriture virtuose et à l’orchestration riche et ingénieuse, qui a connu une grande popularité dans toute l’Europe à la fin du XIXe siècle et est encore au répertoire de certains violoncellistes.
En musique de chambre, domaine qui lui vaut de recevoir le prix Chartier de l'Académie des beaux-arts en 1894 pour la qualité de sa production dans le genre, on retiendra notamment le Quatuor avec piano (op. 10), prix de la Société des compositeurs de musique en 1887, et le Trio pour piano, violon et violoncelle (op. 19), prix de la Société des compositeurs de musique en 1891. Adolphe Piriou écrit à propos de ce corpus :
« Artiste et érudit, Boëllmann a laissé un recueil d’œuvres très colorées et admirables pour la science avec laquelle il a su mêler les caractéristiques des modes anciens et les découvertes de l'harmonie moderne. »
Sont aussi remarquables les Deux pièces pour violoncelle et piano (op. 31) ainsi que la Sonate pour violoncelle et piano en la mineur (op. 40), sa dernière œuvre.
Célèbre à son époque, Boëllmann, mort prématurément des suites d'une phtisie à l’âge de 35 ans, est aujourd’hui un peu tombé dans l’oubli. Il fut pourtant un des grands noms de la musique sacrée et du cercle très fermé des grands organistes connus dans toute l’Europe au XIXe siècle.
En tant que compositeur, il a su allier la force poignante du romantisme à une prudente modernité qui peut apparenter sa musique symphonique et de chambre à l’impressionnisme musical, ce qui s’explique aussi sans doute par l’influence de Camille Saint-Saëns.
Boëllmann exerçait par ailleurs une activité de critique en signant de nombreux articles dans L'Art musical sous les pseudonymes "Le Révérend père Léon" et "Un garçon de la Salle Pleyel".
Nommé officier d'académie dans l'ordre des Palmes académiques en 1886, il est promu officier d'instruction publique en 1895.

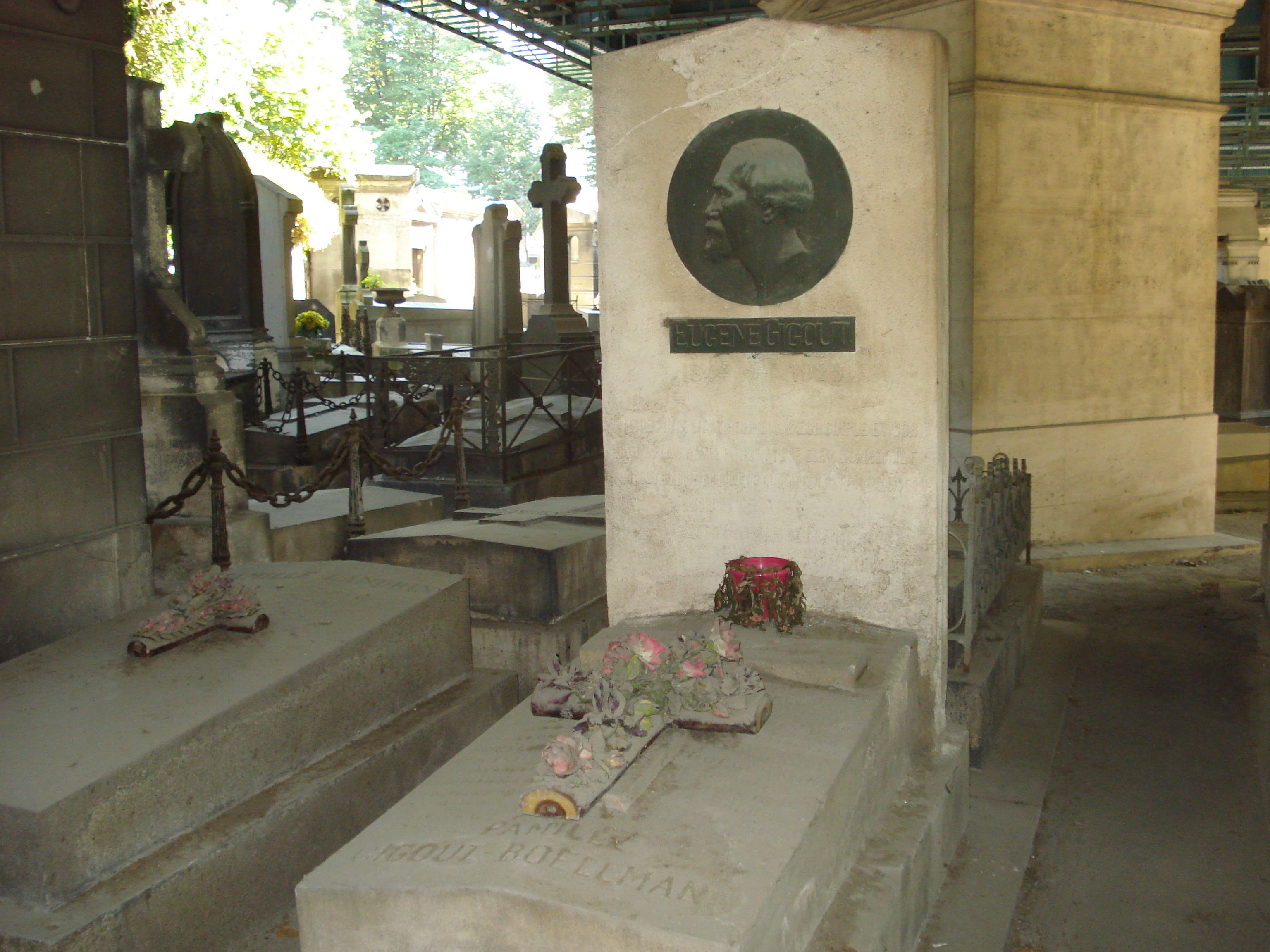
Tombe de Léon Boëllmann au cimetière de Montmartre (division 18).

Il est inhumé au cimetière de Montmartre (division 18), aux côtés d'Eugène Gigout.

## Œuvres sans numéros d’opus

### Divers
- Prière pour violon seul

### Mélodies
- Berceuse, pour voix et piano
- Chanson mauresque, pour voix et piano
- L’Étoile (P. Gille), pour voix et piano
- Hymne, pour voix et piano
- Je ne fay rien que requérir (C. Marot), pour voix et piano (1895 ?)
- Ma bien-aimée (J. Lahor), pour voix et piano ou orchestre (c. 1899)
- Marguerite des bois, pour voix et piano
- Noël (E. Guinand), voix, orgue ou piano (c. 1895)
- Notre amour (A. Silvestre), voix, piano, cello (1894 ?)
- Récit d’une jeune fille de Bethléem (S. Bordèse), pour voix et piano
- Réveil de Jésus (Bordèse), pour voix et piano
- La Rime et l’Épée, pour voix et piano
- Les Roses (L. Paté), pour voix et piano (1895)
- Sérénade, pour voix et piano
- Sous bois (L. Tiercelin), pour voix et piano (c. 1895)
- Le Chant du ruisseau (J.-B. Clément), 2 voix et chœur
- Rondel dans le mode phrygien (J. Froissart), pour voix et piano (1891 ?)

### Motets
- Ave verum, pour voix et orgue (1884)
- Ave Maria, pour voix, violon, harpe et orgue (1884)
- Laudate Dominum, pour S. A. T. B. et orgue (posth.);
- Monstra te, pour 2 voix et orgue
- 6 Motets (1887 ?), nos 1–3, pour voix et orgue ; nos 4 et 5, pour 2 voix et orgue ; no 6, pour 2 voix, violon, orgue, harpe ou piano
- O Salutaris, pour voix et orgue
- Psaume 101 pour chœur et orchestre (1881), inédit
- Tantum ergo no 1, pour soprano et ténor, 4 voix ad lib, orgue ou harmonium, violon, harpe ad lib (posth.)
- Tantum ergo no 2, pour soprano et baryton, orgue ou harmonium, violon, cello, harpe ad lib (circa 1888)
- Tantum ergo no 3, pour mezzo-soprano, chœur de voix de femmes, orgue, harpe ad lib (c. 1896);
- Veni Creator, pour ténor, baryton, 4 voix, violon, cello, harpe, orgue, contrebasse ad lib (posth.)

### Orchestre
- Intermezzo pour orchestre
- Quatre Pièces brèves pour orchestre à cordes (1896), orch. de 4 pièces des Heures mystiques op. 29 et 30
- Rondel pour petit orchestre
- Scènes du Moyen Âge pour orchestre : I. Ronde de nuit - II. Veillée - III. Tournoi
- Variations symphoniques pour violoncelle et orchestre op. 23 (1892)
- Symphonie en fa majeur op. 24 (1894)

### Orgue
- Cinq Versets (sur le même sujet) pour le Magnificat du 5e ton en fa majeur pour grand orgue
- Deux Esquisses (pub. 2004)
- Élévation et Communion (1884)
- Fantaisie en la mineur (pub. 1906)
- Offertoire (1885/86)
- Offertoire funèbre en do mineur pour orgue ou harmonium (pub. 2004)
- Offertoire sur deux noëls (1882)
- Vingt-six Versets posthumes pour orgue ou harmonium (pub. 2002)

### Piano
- Étude pour piano (1885)
- Intermezzo pour piano (1885)
- 3 Pièces pour piano (c1885)
- Prélude et Fugue pour piano (c1885)
- Scherzo caprice pour piano
- Valse alsacienne pour piano
- Berceuse pour piano à 4 mains

## Œuvres avec numéros d’opus
- Op. 1 –
- Op. 2 –
- Op. 3 –
- Op. 4 –
- Op. 5 –
- Op. 6 – Suite pour violoncelle et piano (c. 1890) : 1. Impromptu – 2. Nocturne – 3. Sérénade – 4. Romance
- Op. 7 – Fantaisie sur des airs hongrois pour violon et orch. (c. 1890)
- Op. 8 – Valse pour piano (c. 1890)
- Op. 9 – Le Chant du ruisseau pour deux voix
- Op. 10 – Quatuor avec piano en fa mineur (c. 1890)
- Op. 11 –
- Op. 12 –
- Op. 13 –
- Op. 14 – Deuxième valse pour piano (c. 1890)
- Op. 15 – [Quatre pièces pour piano]: 1. Aubade, 2. Berceuse, 3. Feuillet d'album, 4. Deuxième Impromptu
- Op. 16 – Douze Pièces pour grand orgue ou piano à pédalier (1891) : 1. Prélude (mi mineur) - 2. Fugue (mi mineur) - 3. Marche religieuse (fa) - 4. Intermezzo (mi) - 5. Carillon (ré) - 6. Choral (la) - 7. Élégie (si mineur) - 8. Deux Versets de Procession pour l’Adoro te, 1er verset (fa) - 9. 2e Verset (fa) - 10. Canzona dans la tonalité grégorienne -11. Adagietto (la bémol) -12. Paraphrase (sol)
- Op. 17 –
- Op. 18 –
- Op. 19 – Trio avec piano en sol majeur (c. 1895)
- Op. 20 – Valse: Carillon pour piano (c. 1893)
- Op. 21 –
- Op. 22 – Veni creator, hymne pour chœur, soloistes et orchestre
- Op. 23 – Variations Symphoniques pour violoncelle et orchestre (création en 1892)
- Op. 24 – Symphonie en fa majeur pour orchestre (création en 1892)
- Op. 25 – Suite Gothique pour grand orgue (pub. 1895) : 1. Introduction-choral - 2. Menuet gothique - 3. Prière à Notre-Dame - 4. Toccata. Prière à Notre-Dame arr. pour violon ou violoncelle et piano
- Op. 26 – Conte d’amour (A. de Villiers de l’Isle-Adam) pour voix et piano (pub. 1895)
- Op. 27 – Deuxième Suite pour orgue (pub. 1896)
- Op. 28 – 10 Improvisations pour piano (1895)
- Op. 29 – Heures mystiques pour orgue ou harmonium, vol. 1 (1895/96)
- Op. 30 – Heures mystiques pour orgue ou harmonium, vol. 2 (1895/96)
- Op. 31 – Deux morceaux pour violoncelle et piano (1896 ?) : 1. Valse lente – 2. Menuet
- Op. 32 – Larmes humaines (P. Collin) pour 2 voix, chœur de voix de femmes (1896)
- Op. 33 – Mai (J. Tellier), pour voix et piano (1896)
- Op. 34 – Lamento (P. Verlaine), pour voix et piano (1896)
- Op. 35 – Fantaisie dialoguée pour orgue et orchestre (création en 1896) - transc. pour orgue seul par E. Gigout
- Op. 36 – Nocturne pour piano (1897?)
- Op. 37 – Ronde française pour piano (1896) - transc. pour orgue par Gaston Choisnel.
- Op. 38 – Sur la mer pour piano (1897)
- Op. 39 – Le calme (A. Dorchain), pour voix et piano (1890)
- Op. 40 – Sonate en la mineur pour violoncelle et piano (1897)

## Discographie
- Variations symphoniques op. 23 pour violoncelle et orchestre, en complément du Concerto pour violoncelle de Schumann, par Paul Tortelier et Yan Pascal Tortelier, chez Emi Classics.
- Variations symphoniques op. 23 pour violoncelle et orchestre, en complément du Concerto pour violoncelle n°1 de Camille Saint-Saëns et du Concerto pour violoncelle d'Édouard Lalo, par Marc Coppey et l'Orchestre philharmonique de Strasbourg dirigé par John Nelson, Audite, 2022
- Deux pièces pour violoncelle et piano op. 31, Sonate pour violoncelle et piano en la mineur op. 40, Mats Lidstrom, violoncelle, et Bengt Forsberg, piano, paru en 1996 chez Hyperion (épuisé).
- French Romanticism I : Suite op. 6, Variations Symphoniques op. 23, Sonate op. 40, Deux morceaux op. 31, Oliver Gledhill, cello, Jeremy Filsell, piano, GMCD 7135
- Fantaisie Dialoguée pour orgue et orchestre op. 35, Franz Hauk, orgue, The Ingolstadt Philharmonie, Olaf Koch, cond., GMCD 7215
- Suite gothique, op. 25, Deuxième Suite, op. 27, Offertoire sur des noëls, Carillon et Choral des Douze Pièces op. 16, Deux esquisses, Fantaisie, Heures mystiques (extraits), op. 29 & 30, Helga Schauerte-Maubouet, orgue Kuhn de la cathédrale de Minden (Allemagne), Syrius SYR 141374.
- Suite gothique op. 25 pour orgue:
  - Olivier Vernet, orgue Cavaillé-Coll de St-Sulpice, Paris, Ligia Digital  LIDI 0104096-01, 2001
  - Peter Hurford, orgue Rieger (1978) de la cathédrale de Ratzeburg, Decca 466 742-2, 1982
  - Michaël Pohl aux orgues Sauer de la Thomaskirche de Leipzig, Ars Vivendi, 1981

- Suite gothique -  Deuxième suite -  Deux Esquisses -  Extraits des Heures mystiques  op. 29 & 30, Marie Faucqueur, Marie-Bernadette Dufourcet—Festival Callinet (Alsace) -- Collection Intégrale, Orgue Martin et Joseph Rinckenbach (1897) - Instrument authentique - Ensisheim (ville natale de Léon Boëllmann)
- Boëllmann, Œuvres pour piano - Works for piano, Jean-Pierre Ferey (piano), Skarbo, 1997
- Léon Boëllmann, Chamber Music, Trio Parnassus, Gérard Caussé (alto), MDG, 2012

## Généalogie
```
Louis Niedermeyer
 
Abraham Louis, Baron de Niedermeyer d'Altenbourg
 (1802-1861) 
Directeur de l'École Niedermeyer (1852-1861)  
x  Jeanne Suzanne Charlotte des Vignes de Givrins (1803-)
│                           
│
├──> Suzanne Louise Eulalie de Niedermeyer d'Altenbourg(1832-1897)
│    x  
Gustave Lefèvre
 (1831-1910) 
│    │  Directeur de l'École Niedermeyer (1865-1910)
│    │
│    ├──> Louise Lefèvre (1866-1898)
│    │    x Léon Boëllmann(1862-1897)
│    │    │
│    │    ├──> 
Marie-Louise Gigout-Boëllmann
 (1891-1977)
│    │    │    Organiste et professeur
│    │    │
│    │    ├──> Jean Boëllmann
│    │    │    ├──> Jean Boëllmann
│    │    │
│    │    ├──> Jeanne Boëllmann
│    │     
│    ├──> Marguerite Victoire Lefèvre (1867-1942)
│    │    Administrateur de l'École Niedermeyer
│    │    x  Henri Heurtel (1852-1928)
│    │    │  Directeur de l'École Niedermeyer (1910-1928) avec 
Albert Périlhou
 (jusqu'en 1914) puis 
Busser

│    │    │
│    │    ├──> Hélène Heurtel (1898-)
│    │    │    x Louis Crombé
│    │    │    │
│    │    │    ├──> Suzanne Crombé
│    │    │
│    │    ├──> Madeleine Heurtel (1899-1971)
│    │    │    Organiste Notre-Dame de Versailles
│    │    │    x Raymond Petit (1904-1992)
│    │    │    │
│    │    │    ├──> Geneviève Petit
│    │    │    ├──> Jacques Petit
│    │    │
│    │    ├──> Henriette Heurtel (1900-1975)
│    │    │    Organiste Saint-Louis de Garches
│    │    │
│    │    ├──> 
Henri Heurtel
 (1900-1981) 
│    │    │    Organiste Basilique Saint-Denis (1936-1977) et Saint-Aspais de Melun (1925-1936)
│    │    │
│    │    ├──> Sonia Heurtel (1903-)
│    │    │
│    │    ├──> Gaston Heurtel (1904-)
│    │    │    Directeur de l'École Niedermeyer (1928-1939) avec 
Henri Busser

│    │    │
│    │    ├──> Marie Heurtel (1905-1986) 
│    │    │    Organiste Saint-Aspais de Melun (1936-1981) 
│    │    │
│    │    ├──> Marguerite Heurtel (1907-1963)
│    │         More ?
│    │
│    │
│    ├──> Louis Gustave Henri Lefèvre (1868-1946)
│    │    x Eugénie Césarine Brisson(1862-1897)
│    │    │
│    │    ├──> Victor Lefèvre
│    │
│    ├──> Eulalie Eugénie Cécile Lefèvre (1869-1892)
│    ├──> Mathilde Lefèvre (1871-1892)
│
├──> Caroline Mathilde de Niedermeyer d'Altenbourg (1836-1904)
│    x 
Eugène Gigout
 (1844-1925)
│    adoptent leur neveu Léon Boëllmann
│
├──> Louis Alfred de Niedermeyer d'Altenbourg(1838-1904)
     Directeur de l'École Niedermeyer (1861-1865)
     x Jeanne Marie Catherine Soret de Boisbrunet (1831-1910)
     │
     ├──> Jeanne Marie Thérèse Armande de Niedermeyer d'Altenbourg (1883-1976)
     │    x le comte Ferdinand du Port de Pontcharra(1878-1978)
     │    dont postérité
     │  
     ├──> Marie Madeleine Jacqueline de Niedermeyer d'Altenbourg (1885-1961)
          x Fernand Mandosse(1880-1964)
          dont postérité
```

## Distinctions
- Officier de l'ordre des Palmes académiques (Officier d'instruction publique), 1895.

### Vidéos
- YouTube Philippe Delacour joue la célèbre Toccata de la Suite Gothique.
- YouTube À 1:00, Diane Bish joue la Ronde française Op. 37, à l'orgue Ruffatti de la Coral Ridge Presbyterian Church (Fort Lauderdale, Floride).